# Gruppo dell'humite

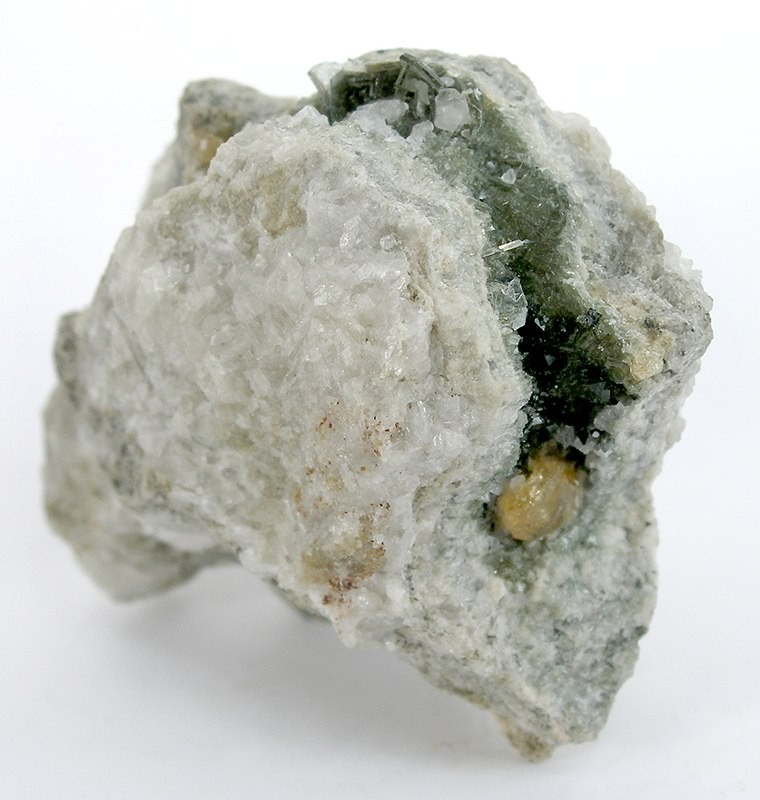

Il gruppo dell'humite è un gruppo di minerali già formalizzato nei suoi costituenti nel 2008, ma ulteriormente riorganizzato dall'Associazione Mineralogica Internazionale (IMA).
Il gruppo prende il nome dal suo minerale più diffuso, l'humite, che a sua volta è stato chiamato in questo modo in onore di Sir Abraham Hume (1749-1838), intenditore e collezionista inglese di gemme, minerali e opere d'arte.

## Caratteristiche
Il gruppo dell'humite è costituito da minerali con struttura, chimica e proprietà fisiche simili. A differenza di molti altri gruppi, vi è uno scambio chimico limitato tra le singole specie nel gruppo; al contrario di altri gruppi, però, il gruppo dell'humite è costituito da quattro serie polisomatiche chiamate sottogruppi. Tre di esse si distinguono in base alla loro chimica, mentre i minerali del sottogruppo della leucophenicite sono polimorfi geminati di celle unitarie dei corrispondenti minerali del gruppo sottogruppo dell'humite.
La struttura cristallina dei minerali del gruppo dell'humite può essere monoclina od ortorombica.
Il gruppo dell'humite è strutturalmente correlato al gruppo dell'olivina; la tipica humite-struttura, se così la si può chiamare, può essere espressa come una olivina-struttura con strati ordinati del tipo M(OH,F)2 posti tra gli strati olivina.
La formula generale per il gruppo può essere scritta come:
M2nSinO4n • M(OH,F)2
con n = 1, 2, 3, 4, dove:
- n indica il numero di strati olivina nella struttura
- M è dominato da magnesio (Mg), manganese (Mn) e calcio (Ca), sebbene possano essere presenti piccole quantità di ferro (Fe), titanio (Ti), zinco (Zn) e alluminio (Al).

## Minerali del gruppo dell'humite
Sebbene non esista ancora una nomenclatura ufficiale per i vari sottogruppi, il gruppo dell'humite è suddiviso in quattro parti secondo il seguente schema:
| Sottogruppo                       | Minerali                                                                                     |
| --------------------------------- | -------------------------------------------------------------------------------------------- |
| Sottogruppo della chegemite       | chegemite · edgrewite · fluorchegemite · idrossiledgrewite · kumtyubeite · reinhardbraunsite |
| Sottogruppo dell'humite           | condrodite · clinohumite · humite · idrossilcondrodite · idrossilclinohumite · norbergite    |
| Sottogruppo della leucophoenicite | jerrygibbsite · leucophenicite · ribbeite                                                    |
| Sottogruppo della manganhumite    | alleghanyite · manganhumite · sonolite                                                       |